# Бал официантов
«Бал официантов» (англ. The Waiters' Ball) — американская немая короткометражная кинокомедия Роско Арбакла 1916 года.

## Сюжет
Фэтти и Эл хотят пригласить официантку на бал, но возникает проблема: Фэтти имеет смокинг, а Эл нет.

## В ролях
- Роско Арбакл — повар
- Эл Сент-Джон — официант
- Корин Паркьют — кассирша
- Джо Бордо — брат кассирши
- Кейт Прайс — посудомойка
- Элис Лейк — клиент
- Джимми Брайант — клиент
- Джордж Маршалл — человек по доставке
- Роберт Максимиллиан — владелец